# 土居晴夫
土居 晴夫（どい はるお、1923年(大正12年)5月6日 - 2018年(平成30年)2月16日）は、日本の歴史家、坂本龍馬研究家。龍馬の甥にあたる坂本直寛の孫。

## 来歴
兵庫県神戸市生まれ。報徳商業学校（現在の報徳学園）卒。神戸市職員、八代学院大学（現・神戸国際大学）講師。神戸史学会、土佐史談会、高知海南史学会に所属。龍馬研究会顧問・東京龍馬会顧問・愛媛龍馬会顧問を歴任した。

## 著書
- 『坂本家系考 龍馬の祖先と一族』土佐史談会 1968
- 『日本基督教団兵庫松本通教会宣教八十年史』
- 『坂本直寛著作集（上・中・下）』
- 『坂本龍馬とその一族』新人物往来社 1985
- 『坂本龍馬の系譜』新人物往来社 2006
- 『神戸居留地史話 神戸開港140周年記念』リーブル出版 2007
- 『坂本直寛の生涯 龍馬の甥』リーブル出版 2007

### 共著など
- 『兵庫・歴史と文化』
- 『坂本龍馬のすべて』
- 『神戸外国人居留地』
- 『平尾道雄記念論文集 坂本龍馬の神戸時代』
- 『写真集・坂本龍馬の生涯』一坂太郎、前田秀徳共著 新人物往来社 1989
- 『図説坂本龍馬』小椋克己共監修 戎光祥出版 2005
- 『海援隊隊士列伝 龍馬と駆け抜けた男たち』編 新人物往来社 2010